# 武攸暨
武攸暨（7世纪—712年），唐朝驸马。为武则天之堂侄、太平公主第二任丈夫。

## 简介
史书未记载武攸暨的生年。他是武则天伯父武士让之孙，右监门长史武怀道之子。天授年间，封为千乘郡王。初仕为右卫中郎将。武则天杀了他的妻子，于是太平公主顺利的下嫁他，授驸马都尉，婚後，太平公主生下二子一女。迁任右卫将军，封千乘郡王，历任司礼卿、左散骑常侍等官职，晉封定王。神龙年间降封安定王，曾拜任司徒，后请辞。其侄武延秀等於唐隆政變被诛后，降为楚国公。延和元年逝世，追封定王。次年，太平公主涉及谋逆，被唐玄宗發動先天政變處死，攸暨墓亦遭毁。

## 子女
据《旧唐书》记载，武攸暨与太平公主生下二子一女（长子武崇敏、次子武崇行、长女武氏）。
- 武崇敏（？—713年），字正卿，景龙二年，与异父兄薛崇简同授三品，与渔阳王兄弟四人同制，睿宗时，封异姓王，任国子祭酒，先天二年，公主败亡时被杀
- 武崇行（？—713年），景龙二年，与异父兄薛崇简同授三品，与渔阳王兄弟四人同制，睿宗时，封异姓王，任九卿，先天二年，公主败亡时被杀

另有次女武氏，封永和县主，嫁光禄卿崔瑶。在永和县主墓志铭中，记其为武攸暨和太平公主的第二女。但她出生时，太平公主与前夫薛绍的婚姻仍然存在，永和县主不可能是太平公主的女儿，当是武攸暨其他妻妾所生。
另有一子武胜，官居尚书膳部员外郎、徐州刺史，娶唐肃宗姨母杨氏，生子武充（734年－802年），字虚受。

## 资料来源
- 《旧唐书 卷一百八十三 外戚》
- 《新唐书 列传第一百三十一》
- 《全唐文 卷二百四十 宋之问》
- 《全唐文补遗》三秦出版社2006年版

## 影视形象
- 2000年中国大陆电视剧《大明宫词》（1998年），著名演员傅彪饰演（该剧将武攸暨更名为武攸嗣，可能是取自于武承嗣的名字）

- 2011年中国大陆电视剧《太平公主秘史》，由王昊飾演

- 2018年香港電視劇《宮心計2之深宮計》，由曾偉權飾演